# 小松市歌
「小松市歌」（こまつしか）は、日本の石川県小松市が制定した市歌である。作詞・蕪城正芳、作曲・今井松雄。

## 解説
1940年（昭和15年）に能美郡小松町他7村が合併して成立した小松市の市制施行を記念し、懸賞募集の入選作を基に翌1941年（昭和16年）3月20日付で制定された。作詞者の蕪城正芳（1914年 - 2003年）は戦前・戦後を通じアララギ同人として活動した地元出身の歌人で、作曲者の今井松雄（1899年 - 1976年）は石川県女子師範学校教諭。制定意義は「産業都市の建設、観光の町、躍進の小松を歌った」ものとされている。

### 歌詞の改訂
制定時の歌詞は3番が「御稜威（みいつ）輝く旗の下」「興亜の華と永久に咲く」と戦時下の世相を反映した大時代的な表現が多用されていたものであったため、戦後に小松市側から作詞者への依頼により全文が改作された。3番を改作後の歌詞に改めた市歌は、1950年（昭和25年）4月18日付で制定告示が行われている。
市では市歌の演奏機会について「市内の記念式典や市民体育大会で歌われている」とする。小松市に関連する市歌以外の楽曲としては、2020年（令和2年）に市制80周年および加賀藩第2代藩主・前田利常の小松城入城380周年を記念して作成された「小松おどり」がある。